# Villedieu-sur-Indre
Villedieu-sur-Indre è un comune francese di 2 781 abitanti situato nel dipartimento dell'Indre nella regione del Centro-Valle della Loira.
Il territorio comunale è bagnato dal fiume Indre.

## Storia

### Simboli
Lo stemma comunale è stato adottato il 20 maggio 1988.
Al centro dello scudo è raffigurato il castello di Villedieu, oggi abbandonato.

## Società

### Evoluzione demografica
Abitanti censiti

## Amministrazione

### Gemellaggi
- Mombercelli